# ホテル・デルモンテ
ホテル・デルモンテ（英語: Hotel Del Monte）は、かつてアメリカ合衆国カリフォルニア州モントレーにあったリゾートホテルである。1880年に開業し、北米の最高級ホテルの一つと言われた。第二次世界大戦中の1942年にアメリカ海軍による接収のために閉鎖された。飛行士の訓練や電子工学訓練プログラムのために使用された後、1947年に正式に買収され、海軍大学院として使用されている。ホテルの建物は現在は「ハーマンホール」（英語: Herrmann Hall）と呼ばれ、大学事務局のほか、海軍が運営するホテル「ネイビー・ゲートウェイ・インズ・アンド・スイーツ」（英語: Navy Gateway Inns and Suites）などが入っている。

## 歴史

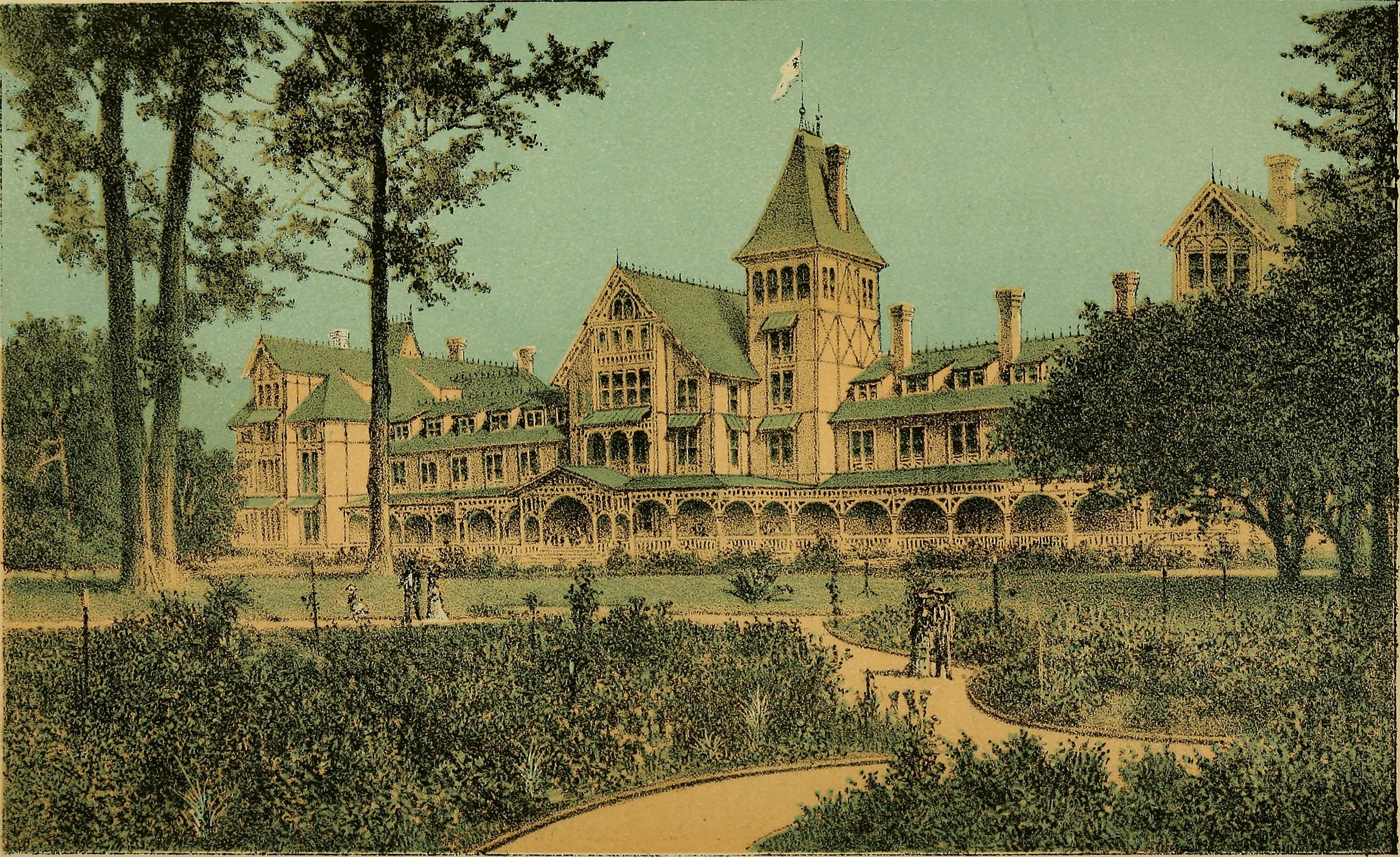
開業当初の建物（1883年）

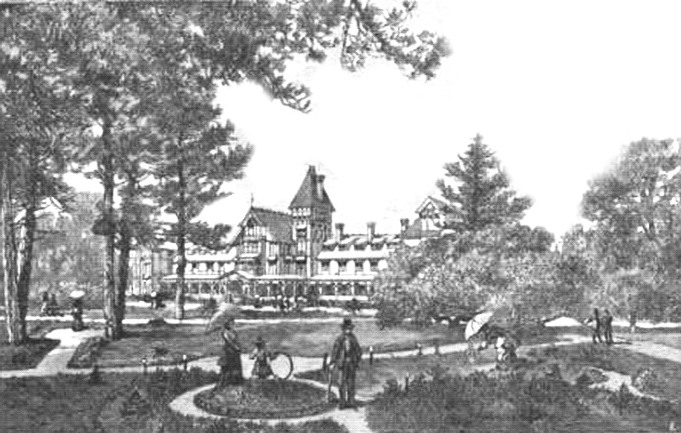
1900年の書籍"Mexico, California and Arizona; being a new and revised edition of Old Mexico and her lost provinces"に登場するホテル・デルモンテの絵

セントラル・パシフィック鉄道の創業者「ビッグ・フォー」の一人であるチャールズ・クロッカー(Charles Crocker)は、自身が運営するサザン・パシフィック鉄道の不動産部門のパシフィック・インプルーブメント・カンパニー(PIC)を通じてモントレーにリゾートを開発し、1880年6月3日、そこにホテル・デルモンテを開業させた。"del monte"はスペイン語で「山の」（英語の"of the mountain"）の意味である。
このホテルはすぐに盛況となった。すぐ近くのモントレー湾に面した場所にサザン・パシフィック鉄道の駅が開設され、1889年からはホテルの名前を冠した「デルモンテ号」が、サンフランシスコからモントレーまで1日1往復運転された。
ホテルの周辺には公園、ポロ競技場、競馬場、ゴルフ場などがあった。このゴルフ場、オールド・デルモンテ・ゴルフコースは、1897年に開場して現在も営業しており、アメリカのミシシッピ川以西では最も古いゴルフコースとなっている。また、ホテルに付属する施設として、ペブルビーチにゴルフ場「ペブルビーチ・ゴルフリンクス」が建設された。ペブルビーチを周回する道路である17マイル・ドライブは、このホテルが起終点となっており、ホテルの宿泊客が馬車や馬で巡るレクリエーションの提供や、沿道に開発された住宅地へのアクセスのために建設された。このホテルはアメリカの富裕層や有力者の間で人気となり、セオドア・ルーズベルトやアーネスト・ヘミングウェイのほか、映画の街となった初期のハリウッドの俳優たちも多く宿泊した。
ホテル内にはガンプス、アイ・マグニン、シティ・オブ・パリスの店舗があった。
ホテルの建物は3回建てられている。最初の建物は、サザン・パシフィック鉄道の橋梁・建造物の建設を監督していたアーサー・ブラウン・シニアが設計した。この建物は1887年6月1日に火災で焼失し、建て替えられた。1887年にPICによってパシフィック・グローブに建てられたエル・カミロ・ホテルは、当ホテルとほぼ同時期に建てられたことから「姉妹ホテル」と呼ばれた。
1906年4月18日のサンフランシスコ地震で宿泊客2人が死亡し、ホテルの建物にも損傷があった。

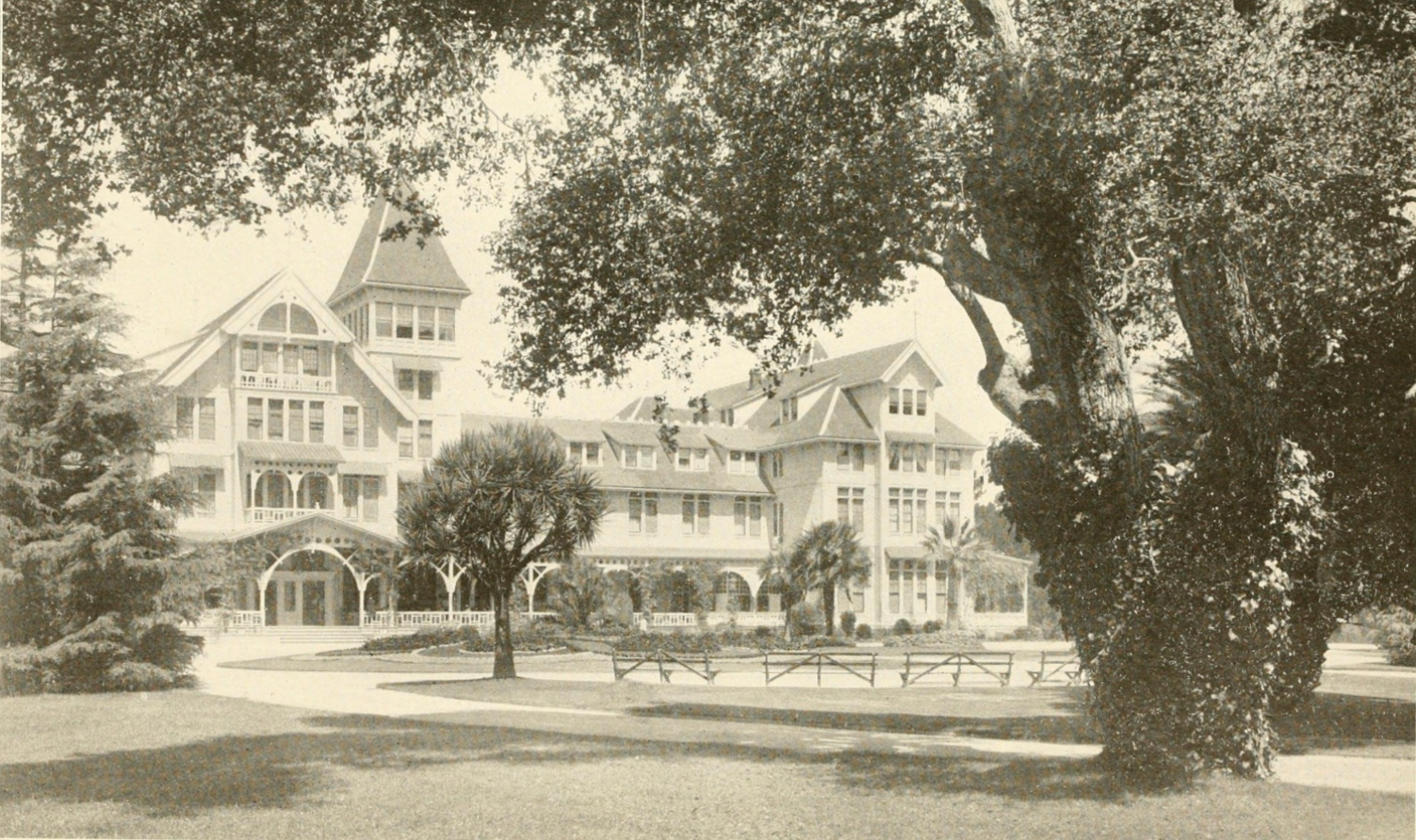
ホテル・デルモンテ（1915）

1919年2月27日、サミュエル・フィンリー・ブラウン・モースがデルモンテ・プロパティーズ・カンパニーを設立し、デルモンテ・ホテルを含む一帯のPICの不動産を買収した。
1924年9月27日、火災で建物が焼失した。その後、1926年に建てられたものが、現存する建物である。建築家のルイス・P・ホバート(Lewis P. Hobart)とクラレンス・A・タントー(Clarence A. Tantau)が設計した。改築前の建物には、1907年にアートギャラリーが開設され、カリフォルニア州の著名芸術家の活動の場となっていたが、新築された建物にもギャラリーが設置され、芸術家のジェニー・V・キャノンの話によれば、以前よりも広くなっていたという。
第二次世界大戦中の1942年、ホテル・デルモンテはアメリカ海軍に接収され、飛行士の訓練や電子工学訓練プログラムのために使用された。1947年、アメリカ海軍はホテルの建物と周辺の敷地627エーカー (254 ha)を250万ドルで買収した。1951年12月、海軍大学院がメリーランド州アナポリスからこの地に移転した。ホテルの建物は、現在は「ハーマンホール」(Herrmann Hall)と呼ばれ、大学の中心的な建物として使用されている。

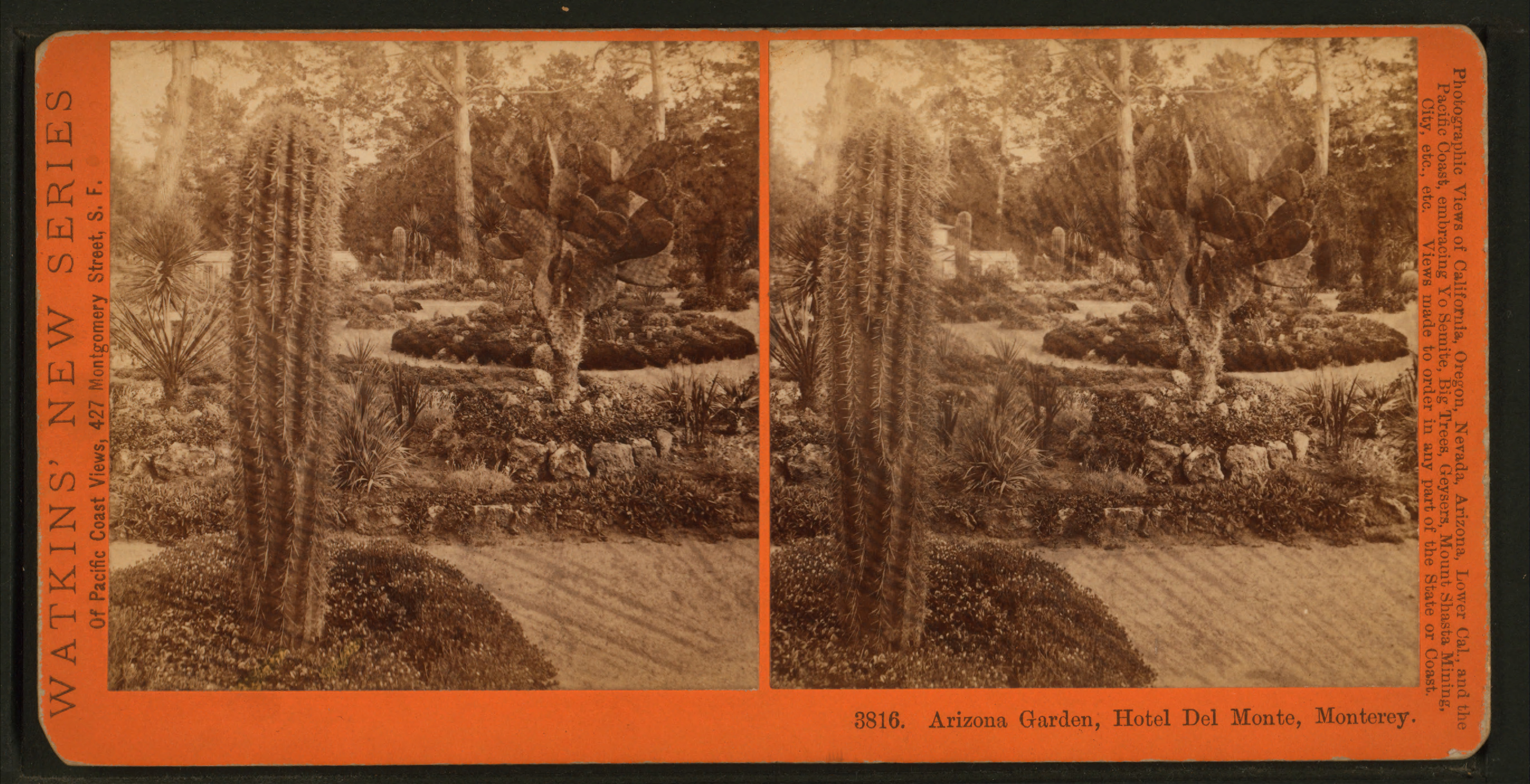
ホテル・デルモンテのアリゾナ庭園（1885年頃）

敷地内には、後にホテル本館を設計するホバートとタントーの設計により1918年に建てれらた「ローマン・プランジ・プール・コンプレックス」(Roman Plunge Pool Complex)など、本館のほかに9つの建物があった。また、1882年に造園家ルドルフ・ウルリッヒにより作庭されたアリゾナ庭園もある。1891年には、ホテル宿泊者のための教会としてデルモンテ・セント・ジョンズ・チャペルが建設された。
デルモンテ・フーズの社名は、オークランドの食品流通業者が、当ホテルに供給していたブレンドコーヒーを「デルモンテ」のブランドで市販したことに由来する。